# (21112) 1992 RY3
A (21112) 1992 RY3 a Naprendszer kisbolygóövében található aszteroida. Eric Walter Elst fedezte fel 1992. szeptember 2-án.